# رعاة الفولاني

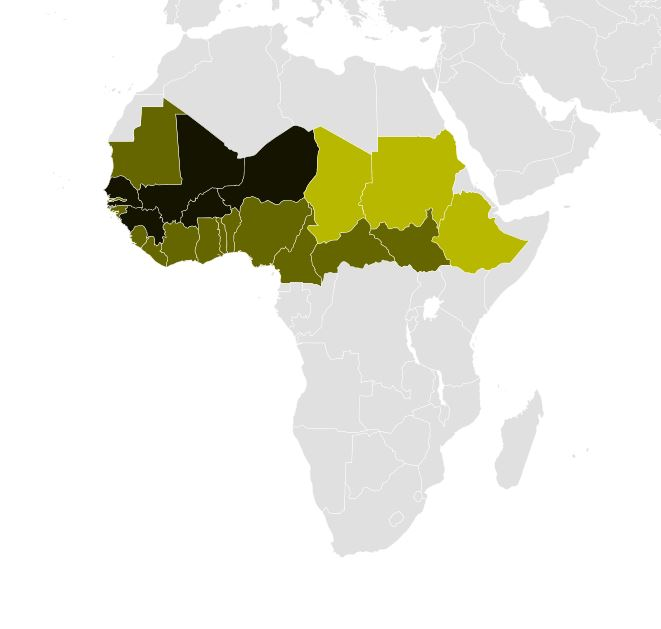
مناطق انتشار رعاة قبيلة القولاني في منطقة الساحل الإفريقي.

رعاة الفولاني أو الرعاة الفولانيين هم جماعة من البدو الرحل أو شبه الرحل من شعب الفولاني ومهمتهم الأساسية هي تربية الماشية. يتواجد رعاة الفولاني إلى حد كبير في منطقة الساحل والأجزاء شبه القاحلة من غرب إفريقيا، ولكن نظرًا للتغيرات الحديثة نسبيًا في أنماط المناخ انتقل العديد من الرعاة جنوبًا إلى حزام السافانا والغابات الاستوائية في غرب إفريقيا. تم العثور على الرعاة في دول مثل نيجيريا والنيجر والسنغال وغينيا وموريتانيا ومالي وبوركينا فاسو وغانا وبنين وكوت ديفوار والكاميرون. في السنغال يسكنون شمال شرق فيرلو والجزء الجنوبي الشرقي من البلاد. في كثير من هذه البلدان غالبًا ما تشكل الفولا أقلية. لكن في نيجيريا تتواجد بشكل رئيسي في الحزام الأوسط لنيجيريا، على عكس الشمال الذي تهيمن عليه بوكو حرام، سجلت المجموعة 847 حالة وفاة العام الماضي في خمس ولايات، كما عُرفت بشن هجمات في جمهورية إفريقيا الوسطى. بحسب آخر تقرير صادر عن مؤشر الإرهاب العالمي.

## التاريخ

### نظام الرعي
قبيلة الفولاني الرعوية هي وحدة الرعي التقليدية للقبيلة ككل. المهام مقسمة حسب الجنس والعمر بين أفراد الأسرة. العمل الأساسي للرجال هو إدارة القطيع والعثور على المراعي وبناء الخيام والمعسكرات وصنع الأدوات الأمنية مثل السكاكين والقوس والسهام والبنادق. وتضطلع النساء في الوحدة بأدوار تقليدية للإناث مثل توفير المنتجات الغذائية في السوق وحلب الأبقار والنسيج وصنع الحصير. تشارك بعض النساء أيضًا في الزراعة مثل زراعة الخضروات وتربية الدواجن.
الماشية هي التركيبة السائدة لقطيع الفولاني في بلدان مثل نيجيريا، والجمال هو الحيوان الأقل شهرة. الماشية إلى حد كبير من الإناث مع ما يقرب من 60 ٪ من الماشية من الإناث، عادة ما يتم تخفيض الأنواع الذكرية عن طريق بيعها.

### الحركة
ينخرط رعاة الفولاني في كل من الحركات العشوائية والمخطط لها. عادة ما يتم اتخاذ الحركات العشوائية من قبل رعاة الفولاني الرحل النقيين، في حين أن الحركات المخططة يتخذها الرعاة شبه الرحل. السبب الرئيسي لطبيعة هجرة الرعاة هو الوصول إلى المناطق التي تكثر فيها الأعشاب والمياه للماشية. كما يتحرك الرعاة لتجنب الحشرات الضارة والطقس المعادي والبيئة الاجتماعية. تتمثل إحدى الفوائد الرئيسية للحركة بالنسبة للرعاة في زيادة توافر الموارد الغذائية للماشية وتقليل الرعي المفرط. قبل الانتقال إلى مناطق جديدة يرسل الرعاة فريق استطلاع لدراسة المنطقة لمعرفة مدى توفر الموارد مثل العشب والمياه.

## مصدر الدخل
يشكل بيع الماعز والأغنام ومنتجات الألبان مثل الحليب المصدر الأساسي للدخل والمعيشة للرعاة. غالبًا ما تُقاس ثرواتهم بحجم قطيع الماشية. تقليديا غالبًا ما يقرض الرعاة الأبقار لبعضهم البعض، وبمجرد أن تلد البقرة العجل وتفطمها، يتم إعادتها إلى مالكها الأصلي. يرعى هؤلاء الرعاة عدة أنواع من الماشية، لكن ماشية الزيبو هي الأكثر شيوعًا في المناطق النائية في غرب إفريقيا بسبب سماتها المقاومة للجفاف. عادة ما يتم رعي ماشية نداما القزمة في المناطق الأكثر رطوبة في فوتا جالون وكازامانس نتيجة لمقاومتها لداء المثقبيات والظروف الأخرى المرتبطة مباشرة بالرطوبة العالية.

## الإقامة
يقوم رعاة الفولاني ببناء منازل مقببة تسمى «سودو هودو» أو «بوكارو» مصنوعة من الحشائش. خلال موسم الجفاف غالبًا ما يتم دعمه بأعمدة من سيقان الدخن، وحصائر من القصب يتم تثبيتها معًا ومربوطة بأعمدة خشبية خاصة في موسم الأمطار. وتتمثل ميزة منزل «بوكارو» في أنه متحرك، ويسهل بنائه وتفكيكه كمنزل نموذجي للمجتمعات البدوية. عندما يحين وقت الانتقال يتم تفكيك المنازل وتحميلها على جمل وخيول وحمير وأحيانًا ماشية للنقل. في الآونة الأخيرة يعيش العديد من الرعاة في منازل مبنية من الطين أو الخرسانة.

## الصراع مع المزارعين

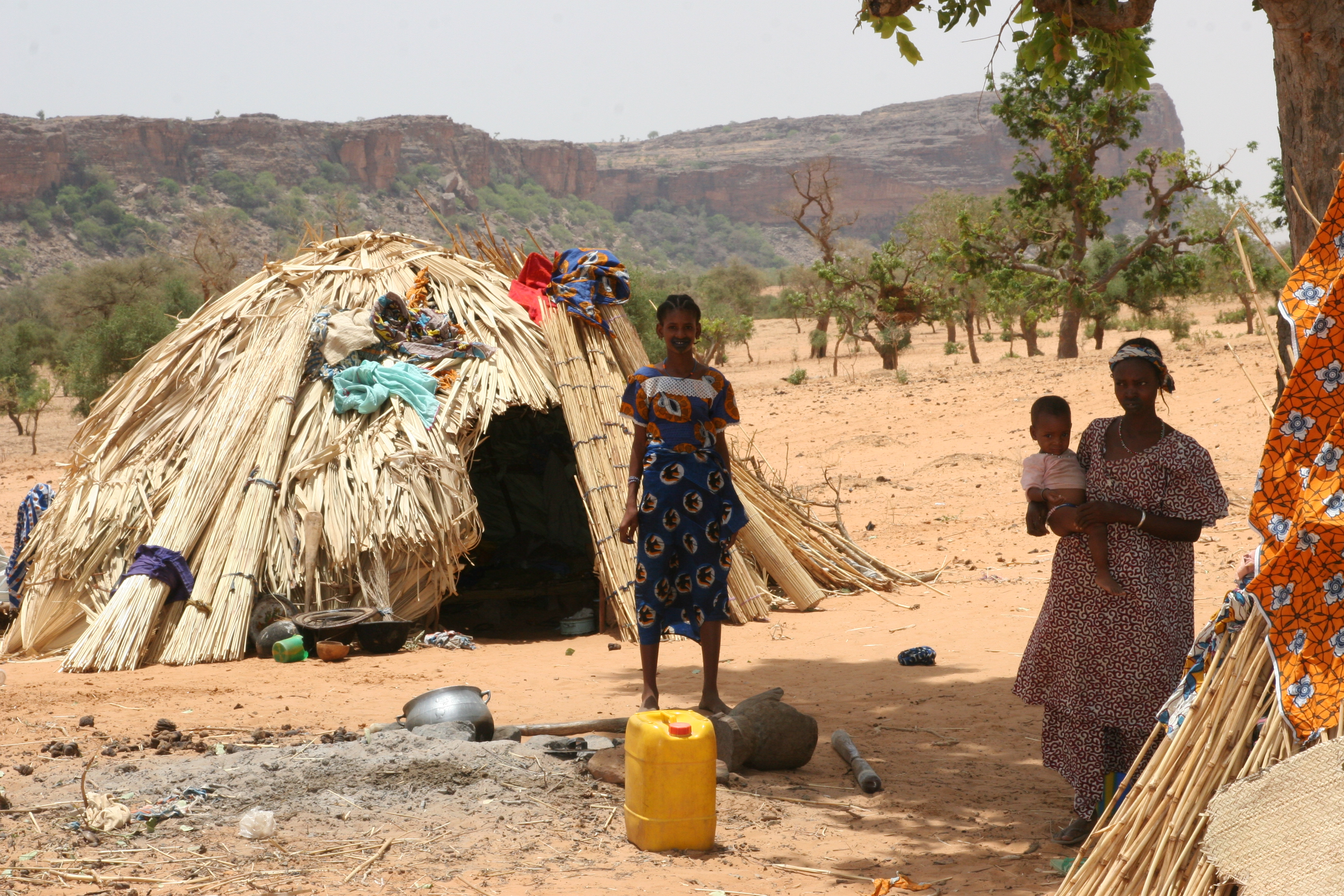
نموذج لمقرات سكنهم

تاريخياً كان رعاة الفولاني يرعون في الأراضي المحيطة بمناطق الساحل القاحلة في غرب إفريقيا، ويرجع ذلك جزئيًا إلى الظروف البيئية التي تحد من مساحة الأرض للأغراض الزراعية، مما يؤدي إلى تنافس أقل حدة على الأرض بين المزارعين والرعاة. بعد موجات الجفاف المتكررة في مناطق الساحل القاحلة انتقل رعاة الفولاني تدريجياً جنوبًا إلى غابات السافانا في غينيا ومناطق الغابات الاستوائية، مما أدى إلى التنافس مع المزارعين على طرق الرعي. انتقل المزارعون أيضًا إلى الشمال مع زيادة عدد السكان.

### نيجيريا
بدأ رعاة الفولاني الهجرة إلى شمال نيجيريا من منطقة سينيغامبيا حوالي القرن الثالث عشر أو الرابع عشر. بعد جهاد عثمان دان فوديو تم دمج الفولاني في ثقافة الهوسا في شمال نيجيريا. بعد ذلك خلال موسم الجفاف عندما ينخفض عدد ذبابة التسي تسي بدأ الرعاة الفولانيون في نقل ماشيتهم إلى منطقة الحزام الأوسط التي تهيمن عليها مجموعات من غير الهوسا، وعادوا إلى الشمال في بداية موسم الأمطار. ولكن أثناء إدارة القطيع وسوق الماشية، يحدث أحيانًا رعي الماشية في الأراضي الزراعية مما يؤدي إلى تدمير المحاصيل ويصبح مصدرًا للصراع.
سمح تنفيذ نيجيريا لقانون استخدام الأراضي لعام 1978 للدولة أو الحكومة الفيدرالية بالحق في تخصيص الأراضي واستئجارها، كما أعطى السكان الأصليين الحق في التقدم والحصول على شهادة إشغال للمطالبة بملكية أراضي أجدادهم. وضع هذا الرعاة الفولاني في موقف صعب لأن معظمهم لم يتقدموا بطلبات لشغل أراضي طرق الرعي الخاصة بهم، وأدت حركة الترحيل المتكررة إلى التعدي على ممتلكات الآخرين. صممت الحكومة النيجيرية بعض المناطق كممرات للرعي لكن هذا لم يقلل الاشتباكات. من عام 1996 إلى عام 2006 فقد حوالي 121 شخصًا حياتهم في ولايتي بوتشي وغومبي نتيجة للنزاعات بين الرعاة والمزارعين.
قُتل آلاف الأشخاص منذ عام 2016 في اشتباكات بين مزارعين ورعاة شبه رحل.

### غانا
عادة ما تُعتبر مجموعات الفولاني المهاجرة والرعاة غرباء وأجانب بسبب أن أصلهم من سينيغامبيا، ونتيجة لذلك قوبلت حقوقهم في استخدام المناطق التي يطلق عليها الجماعات العرقية الأصلية بعض التحفظات.

### مالي
في مارس 2019 ذبح 160 من رعاة الفولاني في قريتي أوغوساغو وويلينجارا في منطقة موبتي. وزُعم أن الجناة كانوا صيادين ينتمون إلى جماعة دوغون العرقية.